# Botanic Gardens Conservation International
Botanic Gardens Conservation International ist eine Organisation mit über 700 Botanischen Gärten aus über 118 Staaten als Mitgliedern. Ziel ist die Erhaltung der Pflanzenvielfalt. Sitz ist Richmond nahe den Kew Gardens.
Zu den Themengebieten zählen:
- der Schutz von Pflanzenarten, die vom Aussterben bedroht sind
- die Nutzung von Pflanzen als lebenswichtige Ressourcen für die Menschheit (Nahrung, Medizin, Kleidung und Rohstoffe)